# Slither.io
Slither.io é um jogo multijogador online de ação criado por Steve Howse. Os jogadores controlam uma cobra em um espaço negro; o objetivo é fazer a serpente crescer ao engolir a maior quantidade de massa possível sem chocar com outro jogador. Slither.io tem um conceito semelhante à Agar.io, jogo online popular em 2015 e é uma reminiscência do clássico jogo de arcade Snake.
O jogo cresceu em popularidade após a sua promoção por parte de várias personalidades proeminentes do YouTube, como PewDiePie. O site slither.io (para a versão de navegador) foi classificado pela Alexa em 15 de julho de 2016 como um dos mil sites mais visitados, enquanto as versões móveis ocuparam a primeira posição de aplicativos mais baixados no App Store. A recepção do jogo foi positiva, com os revisores elogiando sua aparência e personalização, mas criticando-o por seu baixo fator de repetição e o alto valor para remover as publicidades.

## Jogabilidade

Jogabilidade de Slither.io; nesta parte do mapa, existem duas cobras, sendo que uma delas está consumindo as massas de uma outra cobra.

O objetivo do Slither.io é controlar e mover uma cobra em torno de um espaço negro, comer massa, derrotar e consumir outros jogadores para o crescimento da serpente. O conceito é semelhante à Agar.io, entretanto, o jogador perde se colidir com o corpo de outra cobra; após a derrota, o corpo do avatar é transformado em massas, que serão consumidas por outros jogadores.
O avatar também pode perder massa ao pressionar a barra de espaço ou clicando com o mouse para ativar o "modo de impulsão", fazendo a cobra acelerar. Isso resulta em um pequena perda de tamanho no personagem. A massa que se perde a partir do impulso é deixada para trás conforme a cobra se movimenta. Este recurso é útil para derrotar os adversários e absorvê-los. O modo de impulso permanecerá ativado até o jogador soltar o botão. Uma das estratégias usadas para derrotar e consumir inimigos é enrolar-se e, assim, aprisioná-los dentro do seu corpo, de modo que a colisão torna-se inevitável.
De acordo com a descrição do aplicativo na Apple App Store, o jogador com a maior cobra no final do dia envia uma "mensagem de vitória" para o mundo. Existem várias aparências padrões, com diferentes cores sólidas, selecionadas aleatoriamente quando o jogador junta-se ao servidor. O site também permite que os próprios jogadores personalizem depois de compartilharem do jogo nas redes sociais Twitter e Facebook. Essa ferramenta possibilita aos jogadores escolherem as aparências de suas cobras usando peles personalizadas com desenhos exclusivos e temáticos, incluindo a bandeira americana e alemã. As versões móveis também permitem jogar offline contra oponentes com inteligência artificial.

## Desenvolvimento
Segundo Steven Howse, criador do jogo, a ideia para o jogo veio após ele ter problemas financeiros, que o fez sair de Minneapolis e voltar para Michigan, e depois dele perceber a popularidade de Agar.io. Sua vontade em criar um jogo multijogador online era antiga, porém a única opção para o desenvolvimento na época era em Flash, e ele acabou desistindo da ideia por um tempo, pois não queria utilizar esse método. O jogo foi criado quando ele percebeu que WebSockets eram suficientes e estáveis para realizar um jogo em HTML, semelhante ao usado em outros jogos, como o próprio Agar.io. A parte mais difícil do desenvolvimento estava em fazer cada servidor estável o suficiente para lidar com 600 jogadores de cada vez.  Howse teve dificuldades em encontrar espaço em servidores com espaço suficiente em regiões onde havia mais demanda e tentou evitar serviços em nuvem como a Amazon por serem muitos caros devido a quantidade de largura de banda usada.
Após seis meses de desenvolvimento, Slither.io foi lançado em março de 2016 para navegadores e iOS, com os servidores suportando até 500 jogadores. Em 27 de março, uma versão para Android foi disponibilizada pela Lowtech Studios. A única forma de faturamento do desenvolvedor foi a inserção de publicidade quando jogador morria, que poderia ser removida ao pagar US$ $3,99. Ele optou por não vender moeda virtual ou itens de poder para não oferecer vantagens a quem poderia pagar mais. Como não tinha dinheiro para fazer publicidade para o jogo, a única forma de divulgação foram os vários let's plays realizados por jogadores no YouTube, entre eles PewDiePie, que tinha mais de 47 milhões de seguidores.
Nas semanas seguintes ao lançamento, Howse trabalhou em atualizações para estabilizar o jogo e proporcionar uma experiência melhor para os jogadores. Além disso, ele planeja adicionar novos recursos que pretende adicionar é, como um modo amigável, outro em equipes e uma maneira de selecionar o servidor em que se deseja jogar.  Howse disse que duas grandes empresas de jogos eletrônicos já o procuraram para comprar Slither.io. Ele considerou a ideia, já que sua experiência em manter um jogo foi estressante.

## Recepção
A recepção de Slither.io foi geralmente positiva após seu lançamento. No Metacritic, a versão de iOS tem uma pontuação média de 6,3 com base em oito análises, enquanto no Game Rankings possui uma média de 70%.
Escrevendo para a Pocket Gamer, Harry Slater, definiu o jogo como "interessante" e "compulsivo" e destacou sua simplicidade e a semelhança com Agar.io, apesar de não ter um grande fator de repetição e de profundidade. Felicia Williams do TechCrunch elogiou os desenhos, ficando "agradavelmente surpreendida" com a variedade de peles para personalização. Patricia Hernandez do Kotaku chamou Slither.io de um "clone de Agar.io", mas com mais personalidade e com um ritmo acelerado. Lian Amaris do Game Zebo achou o jogo "muito mais interessante do que Agar.io" porque "envolve guiar um corpo lânguido crescente em vez de apenas um círculo plano". Ela ainda elogiou o ambiente escuro "com vermes de néon", que passavam uma sensação de arcade retrô atraente.
Pouco tempo após o lançamento das versões para aparelhos móveis, o jogo estava na primeira colocação do ranking de jogos da App Store. Apesar da popularidade, elas receberam críticas mistas. Scottie Rowland do Android Guys elogiou a jogabilidade e os gráficos, porém criticou os anúncios após o jogo, classificando-os como "irritantes", achando o pagamento para removê-los um "um pouco caro".

### Vendas
Em julho de 2016, o site da versão de navegador foi classificado pela Alexa como o 250º site mais visitado mundialmente. Neste mesmo período, o jogo já tinha sido baixado mais de 68 milhões de vezes nos aplicativos móveis e jogado mais de 67 milhões de vezes nos navegadores, gerando uma renda diária de cem mil dólares para o criador.